# Louis Henri Loison
Louis Henri Loison (* 13. Mai 1771 in Damvillers; † 30. Dezember 1816 in Chikel bei Lüttich) war ein französischer General.

## Leben

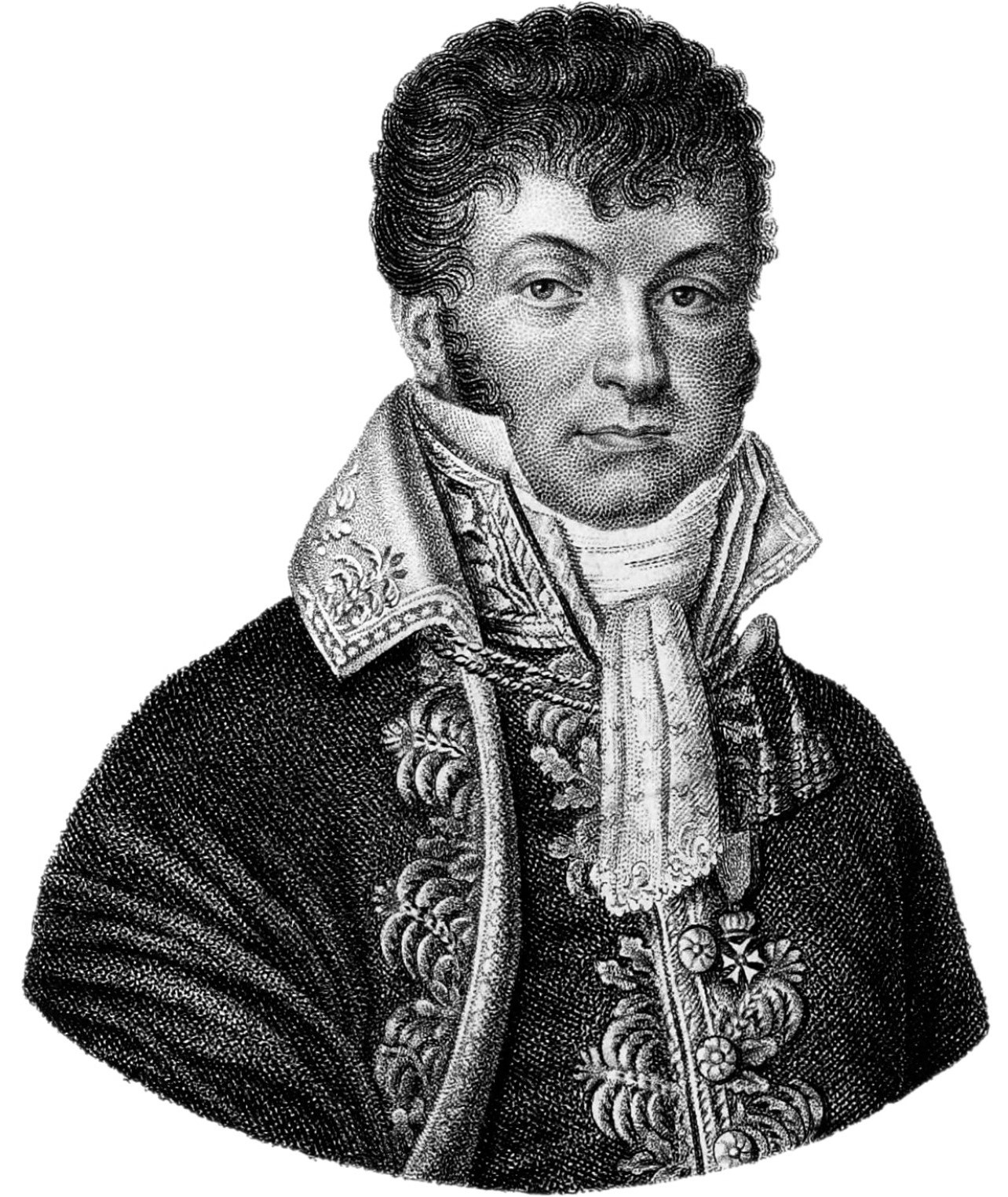
Louis Henri Loison

Loison war 1787/88 Soldat und machte nach der Französischen Revolution rasch Karriere. 1791 trat er in ein Freiwilligenregiment seines Heimatdepartements Meuse ein, wurde Sous-lieutenant und war schon 1793 Général de brigade in der Rhein- und Moselarmee. Truppen unter seinem Kommando plünderten und zerstörten die Abtei Orval, was ihm später zum Vorwurf gemacht wurde. Am 13. Vendémiaire des Jahres IV (5. Oktober 1795) bekämpfte er unter dem Kommando Napoleons die Aufständischen gegen den Konvent in Paris. 
1799 diente er unter Masséna in der Schweiz, unter Napoléon in Italien und nahm 1805 an der Schlacht bei Austerlitz teil. Im Jahre 1806 wurde er Generalgouverneur von Münster und Osnabrück, wo er Anfang 1807 mit der Aufstellung des Fremdenregiments Westphalen aus ehemals deutschen Soldaten betraut war. Im März 1807 übernahm er die Leitung der Belagerung von Kolberg, konnte seinen Gegner Gneisenau jedoch nicht überwinden. 1808 kämpfte er unter Junot in Portugal, 1809 unter Soult in Spanien. Für seine Verdienste erhielt er von Napoleon die Domänen Gifhorn und Meinersen. 

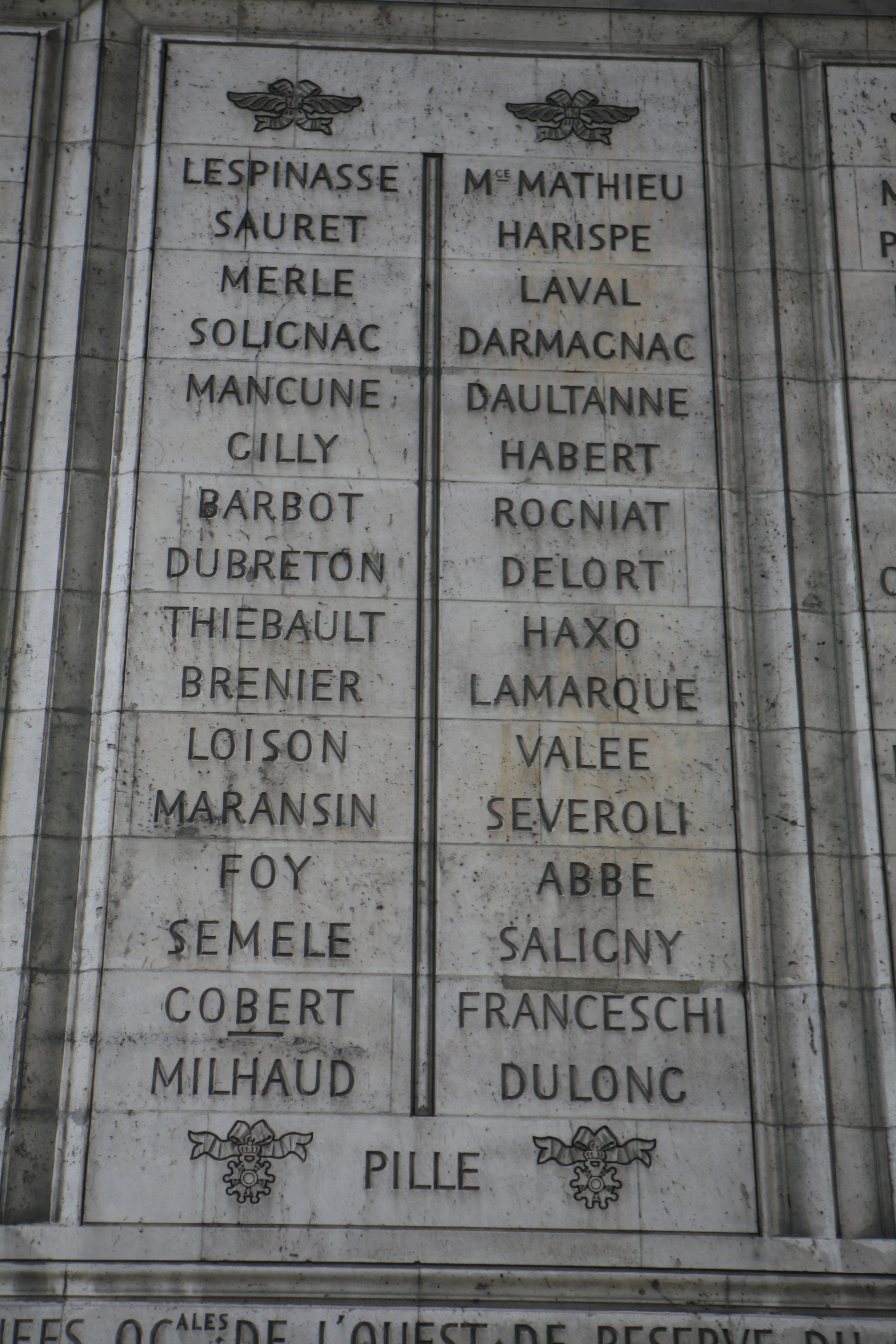
Inschrift mit der Nennung Loisons auf dem Pariser Triumphbogen

Nach dem Einmarsch der Grande Armée in Russland stellte er in Königsberg eine Reservedivision aus Deutschen und Italienern auf, mit der er im Dezember 1812 der geschlagenen Armee nach Wilna entgegenzog. Ein Großteil der unerfahrenen Soldaten erfror bei dieser Unternehmung. Nach kurzem Aufenthalt in der Festung Wesel nahm Loison 1813 unter Marschall Louis-Nicolas Davout an der Belagerung Hamburgs sowie im Spätsommer dieses Jahres am Vorstoß Davouts nach Mecklenburg teil. Von Loison befehligte Einheiten besetzten im Zuge dieser Unternehmung vorübergehend die Hafenstadt Wismar und stießen bis Kröpelin vor. 
Aus Krankheitsgründen schied Loison Anfang 1814 aus der Armee aus, trat unter Ludwig XVIII. aber wieder als Général de division ein. Bei Napoleons Rückkehr 1815 schloss er sich ihm an und folgte ihm in die Schlacht bei Waterloo. Im November 1815 ging er ins Exil und ließ sich in Chikel, damals Vereinigtes Königreich der Niederlande, nieder.

## Ehrungen
Sein Name ist am Triumphbogen in Paris in der 35. Spalte eingetragen.